# Gruszów Wielki
Gruszów Wielki est une localité polonaise de la gmina de Dąbrowa Tarnowska, située dans le powiat de Dąbrowa en voïvodie de Petite-Pologne. Elle se trouve à environ 7 kilomètres au nord-est de Dąbrowa Tarnowska et à 81 km à l'est de la capitale régionale, Cracovie.